# Monticello, Haute-Corse
Monticello là một xã ở tỉnh Haute-Corse trên đảo Corse, Pháp. Xã này có diện tích 10,64 km², dân số năm 1999 là 1253 người. Khu vực này có độ cao trung bình 120 mét trên mực nước biển.